# Minamata

Minamata (japanska: 水俣市?, Minamata-shi) är en stad i Kumamoto prefektur, Japan, på ön Kyushus västkust. Staden grundades den 1 april 1949.
Minamata är mest känt som platsen för en miljökatastrof 1956, då ett industriutsläpp av kvicksilver i viken utanför Minamata upptäcktes ha ägt rum och orsakat ett neurologiskt sjukdomssyndrom hos befolkningen, den så kallade ”minamatasjukan” (japanska: 水俣病?, Minamata-byō).

## Kommunikationer
Shin-Minamata station i Minamata trafikeras av Kyushu Shinkansen.